# Liste des joueurs de l'Élan sportif chalonnais
Cet article présente la liste des joueurs jouant ou ayant joué à l'Élan sportif chalonnais, ainsi que la liste des entraîneurs.

## Période amateur

### Joueurs
1973-1974 :
| Nationalité | Joueur               | Taille |
| ----------- | -------------------- | ------ |
|             | Roland Blondel       | 1,81 m |
|             | Dominique Juillot    | 1,78 m |
|             | Alain Gallet         | 1,79 m |
|             | Jean-Claude Berthoud | 1,79 m |
|             | Joaquim Veloso       |        |
|             | Michel Monnier       | 1,88 m |
|             | Stephan Szczecinski  | 1,84 m |

- Entraineur :  Stephan Szczecinski

1974-1975 :
| Nationalité | Joueur                 | Taille |
| ----------- | ---------------------- | ------ |
|             | Roland Blondel         | 1,81 m |
|             | Dominique Juillot      | 1,78 m |
|             | Alain Gallet           | 1,79 m |
|             | Jean-Claude Berthoud   | 1,79 m |
|             | Jean-François Chaumard | 1,80 m |
|             | Michel Monnier         | 1,88 m |
|             | Yves Duvernois         | 1,91 m |
|             | Georges Nigaud         | 1,96 m |
|             | Gérard Baroche         | 1,82 m |
|             | Patrick Demont         | 1,84 m |
|             | Waldemar Kozak         | 2,02 m |
|             | Stephan Szczecinski    | 1,84 m |

1975-1976 :
| Nationalité | Joueur                 | Taille |
| ----------- | ---------------------- | ------ |
|             | Roland Blondel         | 1,81 m |
|             | Dominique Juillot      | 1,78 m |
|             | Patrick Martin         |        |
|             | Alain Gallet           | 1,79 m |
|             | Jean-Claude Berthoud   | 1,79 m |
|             | Jean-François Chaumard | 1,80 m |
|             | Éric Minard            | 1,92 m |
|             | Yves Duvernois         | 1,91 m |
|             | Georges Nigaud         | 1,96 m |
|             | Philippe Luizard       |        |
|             | Dalmeda                |        |
|             | Mieczysław Łopatka     | 1,96 m |
|             | Stephan Szczecinski    | 1,84 m |

1976-1977 :
| Nationalité | Joueur                 | Taille |
| ----------- | ---------------------- | ------ |
|             | Roland Blondel         | 1,81 m |
|             | Dominique Juillot      | 1,78 m |
|             | Patrick Martin         |        |
|             | Alain Gallet           | 1,79 m |
|             | Jean-Claude Berthoud   | 1,79 m |
|             | Jean-François Chaumard | 1,80 m |
|             | Éric Minard            | 1,92 m |
|             | Yves Duvernois         | 1,91 m |
|             | Georges Nigaud         | 1,96 m |
|             | Gregor Korcz           | 1,94 m |
|             | Phil Carlile           | 2,05 m |

1977-1978 :
| Nationalité | Joueur                 | Taille |
| ----------- | ---------------------- | ------ |
|             | Dominique Juillot      | 1,78 m |
|             | Alain Deborde          |        |
|             | Jean-François Chaumard | 1,80 m |
|             | Patrick Martin         |        |
|             | Philippe Klewinski     |        |
|             | Éric Minard            | 1,92 m |
|             | Yves Duvernois         | 1,91 m |
|             | Albert Jolo            |        |
|             | Gregor Korcz           | 1,94 m |
|             | Jerry Cluckey          |        |

1978-1979 :
| Nationalité | Joueur                 | Taille |
| ----------- | ---------------------- | ------ |
|             | Dominique Juillot      | 1,78 m |
|             | Alain Deborde          |        |
|             | Jean-François Chaumard | 1,80 m |
|             | Bruno Bader            |        |
|             | Philippe Klewinski     |        |
|             | Dominique Coing        |        |
|             | Yves Duvernois         | 1,91 m |
|             | Bernard Sangouard      | 1,92 m |
|             | Albert Jolo            |        |
|             | Bruno Recoura          | 1,98 m |
|             | Jerry Cluckey          |        |
|             | Larry Gray             | 2,05 m |

1979-1980 :
| Nationalité | Joueur                 | Taille |
| ----------- | ---------------------- | ------ |
|             | Dominique Juillot      | 1,78 m |
|             | Alain Deborde          |        |
|             | Jean-François Chaumard | 1,80 m |
|             | Castano                |        |
|             | Dominique Coing        |        |
|             | Yves Duvernois         | 1,91 m |
|             | Bernard Sangouard      | 1,92 m |
|             | Éric Jullien-Martin    |        |
|             | Bruno Recoura          | 1,98 m |
|             | Éric Minard            | 1,92 m |
|             | Larry Gray             | 2,05 m |

1980-1981 :
| Nationalité | Joueur                 | Taille |
| ----------- | ---------------------- | ------ |
|             | Dominique Juillot      | 1,78 m |
|             | Roland Blondel         |        |
|             | Jean-François Chaumard | 1,80 m |
|             | Bruno Bader            |        |
|             | Yannick Guichard       | 2,01 m |
|             | Yves Duvernois         | 1,91 m |
|             | Bernard Sangouard      | 1,92 m |
|             | Éric Jullien-Martin    |        |
|             | Georges Nigaud         | 1,96 m |
|             | Bruno Recoura          | 1,98 m |
|             | Larry Paige            |        |

1981-1982 :
| Nationalité | Joueur                 | Taille |
| ----------- | ---------------------- | ------ |
|             | Dominique Juillot      | 1,78 m |
|             | Roland Blondel         | 1,81 m |
|             | Jean-François Chaumard | 1,80 m |
|             | Alain Deborde          |        |
|             | Patrick Martin         |        |
|             | Yannick Guichard       | 2,01 m |
|             | Bernard Sangouard      | 1,92 m |
|             | Bruno Bader            |        |
|             | Stéphane Kossman       |        |
|             | Laroute                |        |
|             | Yves Duvernois         | 1,91 m |
|             | John Dearman           | 2,06 m |

1982-1983 :
| Nationalité | Joueur                 | Taille |
| ----------- | ---------------------- | ------ |
|             | Dominique Juillot      | 1,78 m |
|             | Philippe Pandrot       |        |
|             | Jean-François Chaumard | 1,80 m |
|             | Philippe Archer        |        |
|             | Patrick Martin         |        |
|             | Bernard Sangouard      | 1,92 m |
|             | Stéphane Kossman       |        |
|             | Yves Duvernois         | 1,91 m |
|             | Larry Paige            |        |
|             | James Sarno            |        |

1983-1984 :
| Nationalité | Joueur                 | Taille |
| ----------- | ---------------------- | ------ |
|             | Jean-François Chaumard | 1,80 m |
|             | Philippe Pandrot       |        |
|             | Gilles Schneider       | 1,88 m |
|             | Éric Jullien-Martin    |        |
|             | Cyril Vincent          | 1,88 m |
|             | Denis Poyol            |        |
|             | Yves Duvernois         | 1,91 m |
| -           | Tom Snyder             | 2,04 m |
|             | James Sarno            |        |

1984-1985 :
| Nationalité | Joueur              | Taille |
| ----------- | ------------------- | ------ |
|             | Laurent Boudias     | 1,86 m |
|             | Philippe Pandrot    |        |
|             | Philippe Archer     |        |
|             | Éric Jullien-Martin |        |
|             | Cyril Vincent       | 1,88 m |
|             | Denis Poyol         |        |
|             | Gilles Schneider    | 1,88 m |
|             | Yves Duvernois      | 1,91 m |
|             | Grzegorz Korcz      | 1,94 m |

1985-1986 :
| Nationalité | Joueur              | Taille |
| ----------- | ------------------- | ------ |
|             | Laurent Boudias     | 1,86 m |
|             | Philippe Pandrot    |        |
|             | Bruno Bader         |        |
|             | Éric Jullien-Martin |        |
|             | Cyril Vincent       | 1,88 m |
|             | Bengaber            |        |
|             | Yves Duvernois      | 1,91 m |
|             | Mark Rucinski       |        |

1986-1987 :
| Nationalité | Joueur              | Taille |
| ----------- | ------------------- | ------ |
|             | Laurent Boudias     |        |
|             | Florent Larcenet    |        |
|             | Bruno Bader         |        |
|             | Sylvain Alliot      |        |
|             | Éric Jullien-Martin |        |
|             | Dohet               |        |
|             | Olivier Potillon    |        |
|             | Philippe Bossu      |        |
|             | Gilles Schneider    | 1,88 m |
|             | Magaye Gaye         | 1,90 m |
|             | Grzegorz Korcz      | 1,94 m |

1987-1988 :
| Nationalité | Joueur           | Taille |
| ----------- | ---------------- | ------ |
|             | Laurent Boudias  | 1,86 m |
|             | Florent Larcenet |        |
|             | Pascal Bourgeois | 1,90 m |
|             | Michel Cogne     |        |
|             | Cyril Vincent    | 1,88 m |
|             | Olivier Potillon |        |
|             | Philippe Bossu   |        |
|             | Gilles Schneider | 1,88 m |
|             | Thierry Schell   | 2,00 m |
|             | Mario Couchy     | 1,98 m |

1988-1989 :
| Nationalité | Joueur           | Taille |
| ----------- | ---------------- | ------ |
|             | Laurent Boudias  | 1,86 m |
|             | Florent Larcenet |        |
|             | David Madeleine  |        |
|             | Pascal Bourgeois | 1,90 m |
|             | Michel Cogne     |        |
|             | Cyril Vincent    | 1,88 m |
|             | Gilles Bouvier   | 1,83 m |
|             | Thierry Schell   | 2,00 m |
|             | Mario Couchy     | 1,98 m |
|             | Lonnie Camper    | 2,03 m |

1989-1990 :
| Nationalité | Joueur             | Taille |
| ----------- | ------------------ | ------ |
|             | Laurent Boudias    | 1,86 m |
|             | Dominique Pierotti | 1,86 m |
|             | Fabrice Quiblier   | 1,78 m |
|             | Gilles Bouvier     | 1,83 m |
|             | Pascal Bourgeois   | 1,90 m |
|             | Michel Cogne       |        |
|             | Cyril Vincent      | 1,88 m |
|             | Thierry Schell     | 2,00 m |
|             | Mario Couchy       | 1,98 m |
|             | Lonnie Camper      | 2,03 m |
|             | Fred Piper         | 2,04 m |

1990-1991 :
| Nationalité | Joueur           | Taille |
| ----------- | ---------------- | ------ |
|             | Philippe Hervé   | 1,92 m |
|             | Laurent Boudias  | 1,86 m |
|             | Sebastien Collin | 1,80 m |
|             | Pascal Bourgeois | 1,90 m |
|             | Cyril Vincent    | 1,88 m |
|             | Gilles Schneider | 1,88 m |
|             | Magaye Gaye      | 1,90 m |
|             | Adramé N'Daye    | 1,98 m |
|             | Mario Couchy     | 1,98 m |
|             | Calvin Thompson  | 1,98 m |

1991-1992 :
| Nationalité | Joueur           | Taille |
| ----------- | ---------------- | ------ |
|             | Philippe Hervé   | 1,92 m |
|             | Sebastien Collin | 1,80 m |
|             | Pascal Bourgeois | 1,90 m |
|             | Cyril Vincent    | 1,88 m |
|             | Gilles Schneider | 1,88 m |
|             | Magaye Gaye      | 1,90 m |
|             | Mario Couchy     | 1,98 m |
|             | Damien Lebrun    | 2,00 m |
|             | Adramé N'Daye    | 1,98 m |
|             | Philippe Cordola | 2,11 m |
|             | Trevor Powell    | 2,00 m |

1992-1993 :
| Nationalité | Joueur           | Taille |
| ----------- | ---------------- | ------ |
|             | Germain Castano  | 1,84 m |
|             | Philippe Hervé   | 1,92 m |
|             | Olivier Galla    | 1,83 m |
|             | Pascal Bourgeois | 1,90 m |
|             | Fabrice Edom     | 1,88 m |
|             | Yann Fatien      | 1,97 m |
|             | Magaye Gaye      | 1,90 m |
|             | Sébastien Munoz  | 1,98 m |
|             | Fabien Bouchard  | 2,04 m |
|             | Damien Lebrun    | 2,00 m |
|             | Philippe Cordola | 2,11 m |
|             | Mark Mc Swain    | 2,02 m |

1993-1994 :
| Nationalité | Joueur           | Taille |
| ----------- | ---------------- | ------ |
|             | Germain Castano  | 1,84 m |
|             | Philippe Hervé   | 1,92 m |
|             | Pascal Bourgeois | 1,90 m |
|             | Mark Mc Swain    | 2,02 m |
|             | Thierry Perriot  | 2,04 m |
|             | Kent Hill        | 1,97 m |
|             | Lionel Ebbhah    | 1,98 m |
|             | Farid Diouani    | 1,80 m |
|             | Fabrice Edom     | 1,88 m |
|             | Fabien Bouchard  | 2,04 m |

### Entraîneurs
1973-1974 :
- Entraîneur : Stephan Szczecinski

1974-1975 :
- Entraîneur : Stephan Szczecinski

1975-1976 :
- Entraîneur : Stephan Szczecinski

1976-1977 :
- Entraîneur : Stephan Szczecinski

1977-1978 :
- Entraîneur : Stephan Szczecinski

1978-1979 :
- Entraîneur : Bruno Recoura

1979-1980 :
- Entraîneur : Bruno Recoura et Guy Minard

1980-1981 :
- Entraîneur : Jean Luc Roediger (international français et ancien de l'ASVEL).

1981-1982 :
- Entraîneur : Dominique Juillot

1982-1983 :
- Entraîneur : Jean François Lettoret

1983-1984 :
- Entraîneur : Gregor Korcz

1984-1985 :
- Entraîneur : Gregor Korcz

1985-1986 :
- Entraîneur : Gregor Korcz

1986-1987 :
- Entraîneur : Jean François Lettoret

1987-1988 :
- Entraîneur : Jean François Lettoret puis Michel Cogne

1988-1989 :
- Entraîneur : Michel Cogne

1989-1990 :
- Entraîneur : Michel Cogne

1990-1991 :
- Entraîneur : Michel Cogne

1991-1992 :
- Entraîneur : Bernard Fatien

1992-1993 :
- Entraîneur : Bernard Fatien puis Witek Zawadzki

1993-1994 :
- Entraîneur : Witek Zawadzki

## Période professionnelle

### Joueurs

#### Saison 1994-1995 de l'Élan sportif chalonnais(Pro B 1994-1995)
| Nationalité | Joueur           | Taille |
| ----------- | ---------------- | ------ |
|             | Germain Castano  | 1,84 m |
|             | Pascal Bourgeois | 1,90 m |
|             | Thierry Perriot  | 2,04 m |
|             | Charles Pittman  | 2,02 m |
|             | Emmanuel Schmitt | 1,94 m |
|             | Kent Hill        | 1,97 m |
|             | Mark Mc Swain    | 2,02 m |
|             | Philippe Hervé   | 1,92 m |
|             | Alain Gratien    | 2,02 m |

| Nationalité | Joueur        | Taille |
| ----------- | ------------- | ------ |
|             | Benoit Claude | 1,98 m |
|             | Benoit Bossu  | 1,86 m |
|             | Farid Diouani | 1,80 m |

| Nationalité | Joueur                | Taille |
| ----------- | --------------------- | ------ |
|             | William Njoku (coupé) | 2,05 m |

#### Saison 1995-1996 de l'Élan sportif chalonnais(Pro B 1995-1996)
| Nationalité | Joueur              | Taille |
| ----------- | ------------------- | ------ |
|             | Jean-Olivier Peloux | 1,94 m |
|             | Youcef Ouldyassia   | 1,95 m |
|             | Kent Hill           | 1,97 m |
|             | James Voskuil       | 2,04 m |
|             | Charles Pittman     | 2,04 m |
|             | Franck Tchiloemba   | 2,05 m |
|             | Emmanuel Schmitt    | 1,94 m |

| Nationalité | Joueur             | Taille |
| ----------- | ------------------ | ------ |
|             | Benoit Claude      | 1,98 m |
|             | Geoffray Bréavoine | 2,02 m |
|             | Jean-Louis Gey     | 1,80 m |
|             | Rodrigue Moulin    | 1,98 m |

| Nationalité | Joueur                     | Taille |
| ----------- | -------------------------- | ------ |
|             | Darrell Anderson (pigiste) | 2,04 m |
|             | Larry Robinson (pigiste)   | 1,90 m |

#### Saison 1996-1997 de l'Élan sportif chalonnais(Pro A 1996-1997)
| Nationalité | Joueur            | Taille |
| ----------- | ----------------- | ------ |
|             | Germain Castano   | 1,84 m |
|             | Youcef Ouldyassia | 1,95 m |
|             | Charles Pittman   | 2,04 m |
|             | Emmanuel Schmitt  | 1,94 m |
|             | Christian Garnier | 1,98 m |
|             | Kent Hill         | 1,98 m |
|             | Damon Patterson   | 2 01   |

| Nationalité | Joueur            | Taille |
| ----------- | ----------------- | ------ |
|             | Cyril Delcombel   | 1,81 m |
|             | Christophe Bullot | 2,05 m |
|             | Benoit Claude     | 1,98 m |
|             | Thierno Gueye     | 2,05 m |

| Nationalité | Joueur                    | Taille |
| ----------- | ------------------------- | ------ |
|             | Rimas Kurtinaitis (coupé) | 1,95 m |
|             | Scott Patterson (coupé)   | 2,07 m |
|             | Philippe Urie (pigiste)   | 1,85 m |
|             | Bruno Croix (pigiste)     | 2,02 m |

#### Saison 1997-1998 de l'Élan sportif chalonnais(Pro A 1997-1998)
| Nationalité | Joueur            | Taille |
| ----------- | ----------------- | ------ |
|             | Charlie Burke     | 1,93 m |
|             | Duane Simpkins    | 1,82 m |
|             | Kent Hill         | 1,98 m |
|             | Maurice Smith     | 1,98 m |
|             | David Robinson    | 2,06 m |
|             | Ahmadou Keita     | 1,93 m |
|             | Emmanuel Schmitt  | 1,94 m |
|             | Christian Garnier | 1,98 m |

| Nationalité | Joueur            | Taille |
| ----------- | ----------------- | ------ |
|             | Thierno Gueye     | 2,05 m |
|             | Samuel Saint-Jean | 1,80 m |
|             | Cyril Delcombel   | 1,81 m |
|             | Rodrigue Moulin   | 1,98 m |

| Nationalité | Joueur                  | Taille |
| ----------- | ----------------------- | ------ |
|             | Casey Schmidt (coupé)   | 1,95 m |
|             | Derek Stewart (coupé)   | 2,00 m |
|             | Charles Pittman (coupé) | 2,04 m |

#### Saison 1998-1999 de l'Élan sportif chalonnais(Pro A 1998-1999)
| Nationalité | Joueur           | Taille |
| ----------- | ---------------- | ------ |
|             | Keith Gatlin     | 1,94 m |
|             | Andre Owens      | 1,98 m |
|             | Maurice Beyina   | 1,98 m |
|             | Emmanuel Schmitt | 1,94 m |
|             | Mickael Hay      | 1,78 m |
|             | David Robinson   | 2,06 m |
|             | Kent Hill        | 1,98 m |
|             | Jimmy Nebot      | 2,05 m |

| Nationalité | Joueur          | Taille |
| ----------- | --------------- | ------ |
|             | Cédric Mélicie  | 1,98 m |
|             | Rodrigue Moulin | 1,98 m |
|             | Pacome Blé      | 1,92 m |

| Nationalité | Joueur                  | Taille |
| ----------- | ----------------------- | ------ |
|             | Trevor Powell (pigiste) | 2,00 m |

#### Saison 1999-2000 de l'Élan sportif chalonnais(Pro A 1999-2000)
| Nationalité | Joueur             | Taille |
| ----------- | ------------------ | ------ |
|             | Keith Gatlin       | 1,94 m |
|             | Andre Owens        | 1,98 m |
|             | Maurice Beyina     | 1,98 m |
|             | Mickael Hay        | 1,78 m |
|             | Stéphane Ostrowski | 2,05 m |
|             | David Robinson     | 2,06 m |
|             | Cédric Mélicie     | 1,98 m |
|             | Sacha Giffa        | 1,97 m |
|             | Jimmy Nebot        | 2,05 m |

| Nationalité | Joueur               | Taille |
| ----------- | -------------------- | ------ |
|             | Thomas Dubiez        | 1,95 m |
|             | Cédric Vaudelin      | 1,92 m |
|             | Steed Tchicamboud    | 1,85 m |
|             | Jerry Scroffernecher | 2,00 m |

| Nationalité | Joueur                  | Taille |
| ----------- | ----------------------- | ------ |
|             | Heshimu Evans (pigiste) | 1,97 m |
|             | Jerome Harmon (pigiste) | 1,93 m |
|             | Jeff Capel (pigiste)    | 1,93 m |

#### Saison 2000-2001 de l'Élan sportif chalonnais(Pro A 2000-2001)
| Nationalité | Joueur             | Taille |
| ----------- | ------------------ | ------ |
|             | Stanley Jackson    | 1,94 m |
|             | Andre Owens        | 1,98 m |
|             | Drazan Tomic       | 1,95 m |
|             | Robert Gulyas      | 2,14 m |
|             | Mickael Hay        | 1,78 m |
|             | Stéphane Ostrowski | 2,05 m |
|             | José Vespasien     | 2,01 m |
|             | Rashard Lee        | 1,98 m |
|             | Jeff Nordgaard     | 1,95 m |
|             | Brandon Williams   | 1,98 m |
|             | Sacha Giffa        | 1,97 m |

| Nationalité | Joueur              | Taille |
| ----------- | ------------------- | ------ |
|             | Thomas Dubiez       | 1,95 m |
|             | Steed Tchicamboud   | 1,85 m |
|             | Vincent Margueritte | 2,09 m |

| Nationalité | Joueur                   | Taille |
| ----------- | ------------------------ | ------ |
|             | Craig Robinson (pigiste) | 2,05 m |

#### Saison 2001-2002 de l'Élan sportif chalonnais(Pro A 2001-2002)
| Nationalité | Joueur          | Taille |
| ----------- | --------------- | ------ |
|             | Stanley Jackson | 1,94 m |
|             | Larry Terry     | 1,98 m |
|             | Brian Howard    | 1,98 m |
|             | Shea Seals      | 1,96 m |
|             | Laurent Pluvy   | 1,83 m |
|             | Remi Rippert    | 2,04 m |
|             | Corey Crowder   | 1,95 m |
|             | Willem Laure    | 2,02 m |
|             | Sacha Giffa     | 1,97 m |
|             | Robert Gulyas   | 2,14 m |

| Nationalité | Joueur              | Taille |
| ----------- | ------------------- | ------ |
|             | Steed Tchicamboud   | 1,85 m |
|             | Vincent Margueritte | 2,09 m |
|             | Mamadou Diakité     | 2,00 m |

| Nationalité | Joueur                          | Taille |
| ----------- | ------------------------------- | ------ |
|             | Mark Jones (pigiste)            | 1,97 m |
|             | Slobodan Slijvancanin (pigiste) | 2,09 m |

#### Saison 2002-2003 de l'Élan sportif chalonnais(Pro A 2002-2003)
| Nationalité | Joueur            | Taille |
| ----------- | ----------------- | ------ |
|             | Udonis Haslem     | 2,03 m |
|             | Laurent Pluvy     | 1,83 m |
|             | Stanley Jackson   | 1,94 m |
|             | Dragan Vukcevic   | 2,01 m |
|             | Luc-Arthur Vebobe | 2,00 m |
|             | Corey Crowder     | 1,95 m |
|             | Willem Laure      | 2,02 m |
|             | James Scott       | 1,98 m |
|             | David Robinson    | 2,06 m |

| Nationalité | Joueur          | Taille |
| ----------- | --------------- | ------ |
|             | Mickael Mokongo | 1,78 m |
|             | Manourou Gakou  | 2,00 m |
|             | Thabo Sefolosha | 1,99 m |

| Nationalité | Joueur                | Taille |
| ----------- | --------------------- | ------ |
|             | Casey Calvary (coupé) | 2,03 m |
|             | Tim Nees (coupé)      | 2,08 m |

#### Saison 2003-2004 de l'Élan sportif chalonnais(Pro A 2003-2004)
| Nationalité | Joueur           | Taille |
| ----------- | ---------------- | ------ |
|             | Stanley Jackson  | 1,94 m |
|             | Corey Benjamin   | 1,98 m |
|             | Mickael Mokongo  | 1,78 m |
|             | Uri Cohen-Mintz  | 2,05 m |
|             | Laurent Pluvy    | 1,83 m |
|             | William Copeland | 1,84 m |
|             | Thabo Sefolosha  | 1,99 m |
|             | Jonas Larsson    | 1,95 m |
|             | Willem Laure     | 2,02 m |
|             | Corey Crowder    | 1,95 m |
|             | Martin Henlan    | 2,09 m |
|             | Will McDonald    | 2,08 m |

| Nationalité | Joueur        | Taille |
| ----------- | ------------- | ------ |
|             | Jess Delhomme | 1,86 m |
|             | Miro Vranjic  | 2,03 m |
|             | Samba Dia     | 1,99 m |

#### Saison 2004-2005 de l'Élan sportif chalonnais(Pro A 2004-2005)
| Nationalité | Joueur           | Taille |
| ----------- | ---------------- | ------ |
|             | Stanley Jackson  | 1,94 m |
|             | Thabo Sefolosha  | 1,99 m |
|             | Uri Cohen-Mintz  | 2,05 m |
|             | Dejan Jovanovski | 1,98 m |
|             | John Best        | 2,03 m |
|             | Willem Laure     | 2,02 m |
|             | Corey Crowder    | 1,95 m |
|             | Mickael Mokongo  | 1,78 m |
|             | Arthur Lee       | 1,85 m |
|             | Stéphane Dondon  | 2,02 m |
|             | Kris Morlende    | 1,81 m |

| Nationalité | Joueur           | Taille |
| ----------- | ---------------- | ------ |
|             | Philippe Braud   | 1,93 m |
|             | Sergo Atuashvili | 2,22 m |
|             | Hugues Jannel    | 2,08 m |

| Nationalité | Joueur                 | Taille |
| ----------- | ---------------------- | ------ |
|             | Spencer Ross (coupé)   | 1,80 m |
|             | Garth Joseph (pigiste) | 2,18 m |

#### Saison 2005-2006 de l'Élan sportif chalonnais(Pro A 2005-2006)
| Nationalité | Joueur          | Taille |
| ----------- | --------------- | ------ |
|             | John Best       | 2,03 m |
|             | Mamoutou Diarra | 2,00 m |
|             | Arthur Lee      | 1,85 m |
|             | John Cox        | 1,94 m |
|             | Willem Laure    | 2,02 m |
|             | Mickael Mokongo | 1,78 m |
|             | MC Mazique      | 2,06 m |
|             | Stéphane Dondon | 2,02 m |
|             | Uri Cohen-Mintz | 2,05 m |

| Nationalité | Joueur         | Taille |
| ----------- | -------------- | ------ |
|             | Philippe Braud | 1,93 m |
|             | Hugues Jannel  | 2,08 m |
|             | Tim Beugnot    | 1,85 m |

| Nationalité | Joueur                   | Taille |
| ----------- | ------------------------ | ------ |
|             | Trevor Harvey (coupé)    | 2,11 m |
|             | Modibo Niakaté (pigiste) | 1,84 m |

#### Saison 2006-2007 de l'Élan sportif chalonnais(Pro A 2006-2007)
| Nationalité | Joueur                | Taille |
| ----------- | --------------------- | ------ |
|             | Terrell Everett       | 1,93 m |
|             | Philippe Braud        | 1,93 m |
|             | Xavier Corosine       | 1,85 m |
|             | Mamoutou Diarra       | 2,00 m |
|             | Geoff Lear            | 2,04 m |
|             | Jermaine Guice        | 1,92 m |
|             | Willem Laure          | 2,02 m |
|             | John Best             | 2,03 m |
|             | Mohamed Kone          | 2,08 m |
|             | Marcellus Sommerville | 2,02 m |

| Nationalité | Joueur            | Taille |
| ----------- | ----------------- | ------ |
|             | Jonathan Hoyaux   | 1,92 m |
|             | Etienne Lazzaroto | 1,95 m |
|             | Samba Gueye       | 2,08 m |

| Nationalité | Joueur                 | Taille |
| ----------- | ---------------------- | ------ |
|             | Tracy Murray (pigiste) | 2,01 m |
|             | Hiram Fuller (pigiste) | 2,06 m |

#### Saison 2007-2008 de l'Élan sportif chalonnais(Pro A 2007-2008)
| Numéro | Nom                  | Taille | Nationalité |
| ------ | -------------------- | ------ | ----------- |
| 4      | Bryan Bracey         | 2,01 m |             |
| 5      | Philippe Braud       | 1,93 m |             |
| 6      | Pape Beye            | 2,04 m |             |
| 7      | Joachim Ekanga-Ehawa | 1,90 m |             |
| 8      | Rowan Barrett        | 1,98 m |             |
| 9      | Xavier Corosine      | 1,86 m |             |
| 10     | Moussa Badiane       | 2,10 m |             |
| 11     | Jermaine Guice       | 1,94 m |             |
| 12     | Darrel Mitchell      | 1,83 m |             |
| 13     | Samba Gueye          | 2,08 m |             |
| 14     | John Ford            | 2,07 m |             |
| 15     | Rolan Roberts        | 1,98 m |             |
| 16     | Majid Naji           | 2,07 m |             |
| ..     | Youssoupha M'Bao     | 2,16 m |             |

Trois joueurs ont été coupés lors de la saison en cours :
- Shawnta Rogers (1,62 m, meneur)
- Mohamed Kone (2,11 m, intérieur)
- Terquin Mott (2,03 m, intérieur)

#### Saison 2008-2009 de l'Élan sportif chalonnais(Pro A 2008-2009)
| Numéro | Nom               | Taille | Nationalité | Poste |
| ------ | ----------------- | ------ | ----------- | ----- |
| 4      | DeWayne Jefferson | 1,90 m |             | 1/2   |
| 5      | Philippe Braud    | 1,93 m |             | 2     |
| 6      | Johnatan Hoyaux   | 1,92 m |             | 2     |
| 7      | Thierry Rupert    | 2,02 m |             | 4/5   |
| 8      | Zack Wright       | 1,88 m |             | 1     |
| 9      | Pape Beye         | 2,04 m |             | 4     |
| 10     | Stéphane Risacher | 2,03 m |             | 3     |
| 11     | Brian Boddicker   | 2,05 m |             | 4     |
| 12     | Moussa Badiane    | 2,10 m |             | 5     |
| 13     | Jérôme Schmitt    | 2,06 m |             | 5     |
| 14     | Majid Naji        | 2,07 m |             | 4/5   |
| 15     | Darnell Harris    | 1,82 m |             | 1/2   |
| 16     | Nicolas Lang      | 1,96 m |             | 1/2   |
| ..     | Sherman Gay       | 2,01 m |             | 4     |

- Eric Sandrin 2,04 m  : pigiste médical

#### Saison 2009-2010 de l'Élan sportif chalonnais(Pro A 2009-2010)
| Numéro | Nom                   | Taille | Nationalité | Poste |
| ------ | --------------------- | ------ | ----------- | ----- |
| 4      | Blake Schilb          | 2,01 m |             | 3/4   |
| 5      | Philippe Braud        | 1,93 m |             | 2     |
| 6      | Pape Beye             | 2,04 m |             | 4     |
| 7      | Terrell Everett       | 1,93 m |             | 1     |
| 8      | Nicolas Lang          | 1,96 m |             | 1/2   |
| 9      | Johnatan Hoyaux       | 1,92 m |             | 2     |
| 9      | Jordan Aboudou        | 1,96 m |             | 3     |
| 10     | Stéphane Risacher     | 2,03 m |             | 3     |
| 11     | Brian Boddicker       | 2,05 m |             | 4     |
| 12     | Jerome Tillman        | 1,98 m |             | 5     |
| 13     | Jérôme Schmitt        | 2,06 m |             | 5     |
| 14     | Ricky Soliver         | 1,90 m |             | 1/2   |
| 15     | Joffrey Lauvergne     | 2,07 m |             | 3/4   |
| 16     | Brice Vinson          | 1,88 m |             | 1     |
| 17     | Taj Gray              | 2,02 m |             | 4     |
| 20     | Maxime Zianveni       | 1,98 m |             | 4     |
| ..     | Clint Ndumba-Capela   | 2,01 m |             | 4     |
| ..     | Billy Yakuba Ouattara | 1,90 m |             | 2/3   |
| ..     | Julien Petiteau       | 1,85 m |             | 1/2   |

Joueur coupé
- Drew Neitzel, 1,80 m,
- Marcellus Sommerville, 2,01 m,

#### Saison 2012-2013 de l'Élan sportif chalonnais(Pro A 2012-2013)
- Joffrey Lauvergne 2,10 m, part en accord commun avec le club fin novembre 2012[1].
- Brion Rush 1,86 m, pigiste.
- Cedrick Banks 1,90 m, pigiste.

#### Saison 2013-2014 de l'Élan sportif chalonnais(Pro A 2013-2014)
- Wilbert Brown , 2,05 m, coupé.
- Hervé Touré , 2,04 m, pigiste médical.
- Josh Bostic , 1,96 m, coupé.
- Mareks Jurevičus , 1,98 m, coupé.
- David Michineau , 1,89 m, prêté.

#### Saison 2014-2015 de l'Élan sportif chalonnais(Pro A 2014-2015)
- Elston Turner Junior , 1,94 m, part en accord avec le club.
- Steed Tchicamboud, 1,93 m, contrat rompu avec séparation du club.
- Charles Judson Wallace, 2,06 m, pigiste médical.

#### Saison 2016-2017 de l'Élan sportif chalonnais(Pro A 2016-2017)
- Thomas Gipson, 23 ans, 2,01 m : coupé
- Mareks Mejeris, 25 ans, 2,07 m : part en accord avec le club
- Assane Ndoye, 20 ans, 2,00 m : prêté à Blois
- Zeke Marshall, 26 ans, 2,13 m : coupé

#### Saison 2017-2018 de l'Élan sportif chalonnais(Pro A 2017-2018)
| P.  | #  | Nat.! | Nom Prénom              | Taille | Âge |
| --- | -- | ----- | ----------------------- | ------ | --- |
| 2/3 | 3  |       | Lance Harris            | 1,95 m | 32  |
| 1   | 4  |       | Arthur Rozenfeld        | 1,78 m | 22  |
| 3   | 7  |       | Bastien Pinault         | 1,95 m | 23  |
| 2   | 9  | -     | Jérémy Nzeulie          | 1,89 m | 26  |
| 1   | 10 |       | Darrin Dorsey           | 1,88 m | 30  |
| 4   | 12 |       | Pierre-Antoine Gillet   | 2,03 m | 26  |
| 4   | 14 |       | Ousmane Camara          | 2,04 m | 28  |
| 5   | 15 |       | James Farr              | 2,06 m | 24  |
| 1   | 16 |       | Nate Wolters            | 1,96 m | 26  |
| 5   | 23 | -     | Khalid Boukichou        | 2,08 m | 25  |
| 3   | 30 |       | Mickaël Gelabale        | 2,01 m | 34  |
| 4   | .. |       | Etienne Ca (Espoir)     | 2,10 m | 20  |
| 2   | .. |       | Babacar Niasse (Espoir) | 1,92 m | 19  |

| Entraîneur         | Assistants                       |
| ------------------ | -------------------------------- |
| Jean-Denys Choulet | Julien Martin et Maxime Pacquaut |

- Raphiael Putney, 28 ans, 2,06 m : coupé
- Kris Joseph, 29 ans, 2,01 m : pigiste
- Adam Smith, 25 ans, 1,85 m : coupé
- Jevohn Shepherd, 32 ans, 1,98 m : coupé

#### Saison 2018-2019 de l'Élan sportif chalonnais(Pro A 2018-2019)
| Position | no | Nationalité | Nom Prénom                  | Taille | Âge |
| -------- | -- | ----------- | --------------------------- | ------ | --- |
| 3        | 1  |             | Mykal Riley                 | 1,96 m | 33  |
| 4/5      | 3  |             | Juan Palacios               | 2,03 m | 33  |
| 4/5      | 6  |             | Etienne Ca                  | 2,06 m | 21  |
| 2        | 7  |             | Bastien Pinault             | 1,95 m | 24  |
| 3        | 8  |             | Assane Ndoye                | 2,04 m | 22  |
| 4/5      | 10 |             | Mathis Dossou Yovo (Espoir) | 2,05 m | 18  |
| 1        | 12 |             | Justin Robinson             | 1,73 m | 23  |
| 4/5      | 14 |             | Ousmane Camara              | 2,05 m | 29  |
| 2        | 17 |             | Babacar Niasse (Espoir)     | 1,93 m | 19  |
| 1        | 18 |             | Théo Jouvin (Espoir)        | 1,87 m | 18  |
| 1/2      | 25 |             | Hugo Besson (Espoir)        | 1,91 m | 17  |
| 3/4      | 30 |             | Mickaël Gelabale            | 2,04 m | 35  |
| 1/2      | 44 |             | Vincent Sanford             | 1,93 m | 27  |

| Entraîneur         | Assistant       |
| ------------------ | --------------- |
| Jean-Denys Choulet | Maxime Pacquaut |

- Aaron Epps, 2,08 m : Pigiste médical.

#### Saison 2019-2020 de l'Élan sportif chalonnais(Jeep Élite 2019-2020)
| P.  | #  | Nat.! | Nom Prénom           | Taille | Âge |
| --- | -- | ----- | -------------------- | ------ | --- |
| 3/4 | 2  |       | Jaron Johnson        | 1,98   | 27  |
| 5   | 6  |       | Etienne Ca           | 2,05   | 22  |
| 3   | 8  |       | Assane Ndoye         | 1,96   | 23  |
| 1   | 12 |       | Justin Robinson      | 1,73   | 24  |
| 5   | 13 | -     | Ronald Roberts       | 2,03   | 28  |
| 5   | 14 |       | Ousmane Camara       | 2,02   | 30  |
| 3/4 | 22 |       | Myles Hesson         | 1,95   | 29  |
| 2   | 24 |       | Jaka Klobučar        | 1,98   | 32  |
| 1   | 25 |       | Hugo Besson (Espoir) | 1,84   | 18  |
| 3/4 | 30 |       | Mickaël Gelabale     | 2,00   | 36  |
| 2/1 | .. |       | Sean Armand          | 1,92   | 28  |
| 5   | .. |       | Yvann Mbaya (Espoir) | 2,08   | 18  |

| Entraîneur      | Assistant       |
| --------------- | --------------- |
| Julien Espinosa | Maxime Pacquaut |

- Billy Garrett, 1,98 m : Coupé
- Mathis Dossou Yovo, 2,03 m : Prêt
- Philippe Hervé (Entraineur) : Écarté
- Babacar Niasse, 1,93 m : Prêt
- Marcus Thorton, 1,91 m : Séparation à l'amiable

#### Saison 2020-2021 de l'Élan sportif chalonnais(Jeep Élite 2020-2021)
| P.  | #  | Nat.! | Nom Prénom              | Taille | Âge |
| --- | -- | ----- | ----------------------- | ------ | --- |
| 1   | 00 |       | Jordon Crawford         | 1,68   | 30  |
| 2/1 | 1  |       | Sean Armand             | 1,92   | 29  |
| 2/1 | 3  |       | Garrett Sim             | 1,88   | 30  |
| 2/3 | 10 |       | Babacar Niasse (Espoir) | 1,93   | 19  |
| 3   | 12 |       | Rafi Menco              | 2,01   | 26  |
| 3   | 13 |       | Assane Ndoye            | 1,96   | 23  |
| 5   | 14 |       | Ousmane Camara          | 2,02   | 30  |
| 1   | 19 |       | Ismael Roche (Espoir)   | 1,80   | 19  |
| 5   | 20 |       | Yvann Mbaya (Espoir)    | 2,08   | 18  |
| 3/4 | 22 |       | Myles Hesson            | 1,95   | 29  |
| 3/4 | 30 |       | Mickaël Gelabale        | 2,00   | 36  |
| 5   | 33 |       | Mārtiņš Meiers          | 2,08   | 29  |
| 2   | .. |       | Ike Iroegbu             | 1,88   | 26  |

| Entraîneur   | Assistant       |
| ------------ | --------------- |
| Ali Bouziane | Maxime Pacquaut |

- D.J. Cooper : Coupé
- Teyvon Myers : Coupé
- Eric Buckner : Coupé
- Julien Espinosa (Entraineur) : Demis de ses fonctions

#### Saison 2021-2022 de l'Élan sportif chalonnais(Pro B 2021-2022)
| P.          | #  | Nat.! | Nom Prénom                 | Taille | Âge |
| ----------- | -- | ----- | -------------------------- | ------ | --- |
| Arrière     | 5  |       | Kevin Harley               | 1,96   | 27  |
| Ailier      | 6  |       | Damien Bouquet             | 1,96   | 27  |
| Pivot       | 7  |       | Mathis Dossou-Yovo         | 2,05   | 20  |
| Meneur      | 8  |       | Antoine Eito               | 1,86   | 33  |
| Ailier      | 9  |       | Maxime Galin               | 2,02   | 19  |
| Arrière     | 10 |       | Babacar Niasse             | 1.93   | 21  |
| Meneur      | 53 |       | Desmond Washington         | 1,88   | 29  |
| Ailier-fort | 23 |       | Sitraka Raharimanantoanina | 2,08   | 20  |
| Ailier-fort | 30 |       | Mickaël Gelabale           | 2,04   | 38  |
| Intérieur   | .. |       | Jonathan Augustin-Fairell  | 2,01   | 28  |
| Ailier-fort | 88 |       | Tomislav Gabrić            | 2,04   | 26  |

| Entraîneur          | Assistant       |
| ------------------- | --------------- |
| Sebastian Machowski | Maxime Pacquaut |

#### Saison 2022-2023 de l'Élan sportif chalonnais(Pro B 2022-2023)
| P.              | #  | Nat.! | Nom Prénom                 | Taille | Âge |
| --------------- | -- | ----- | -------------------------- | ------ | --- |
| Meneur          | 4  |       | Kyshawn George             | 1,75   | 19  |
| Arrière         | 5  |       | Kevin Harley               | 1,96   | 27  |
| Ailier          | 6  |       | Damien Bouquet             | 1,96   | 27  |
| Meneur          | 8  |       | Antoine Eito               | 1,86   | 33  |
| Ailier fort     | 10 |       | Kenny Baptiste             | 2,00   | 23  |
| Intérieur-pivot | 13 |       | Lionel Gaudoux             | 1,98   | 27  |
| Pivot           | 14 |       | Mattias Markusson          | 2,17   | 26  |
| Arrière-ailier  | 22 |       | Luka Lapornik              | 1,95   | 34  |
| Intérieur-pivot | 23 |       | Sitraka Raharimanantoanina | 2,08   | 20  |
| Ailier-fort     | 30 |       | Mickaël Gelabale           | 2,04   | 38  |
| Meneur          | .. |       | Antonio Jordano            | 1,90   | 24  |
| Meneur          | .. |       | Supreme Hannah             | 1,83   | 28  |

| Entraîneur   | Assistant       |
| ------------ | --------------- |
| Savo Vučević | Maxime Pacquaut |

- Galen Robinson Jr, 1 m 86 : Pigiste médical
- Samir Gbetkom-Bikantchou, 1 m 91 : Coupé
- Tayler Persons, 1 m 91 : Coupé

### Entraîneurs et staff techniques
1994-1995 :
- Entraîneur : Witek Zawadzki (limogé) puis Pascal Thibaud et Philippe Hervé.
- Général manager : Denis Poyol.

1995-1996 :
- Entraîneur : Philippe Hervé.
- Entraîneur adjoint : Pascal Thibaud.
- Général manager : Denis Poyol.

1996-1997 :
- Entraîneur : Philippe Hervé.
- Entraîneur adjoint : Pascal Thibaud.
- Général manager : Denis Poyol.

1997-1998 :
- Entraîneur : Philippe Hervé.
- Entraîneur adjoint : Pascal Thibaud.
- Général manager : Denis Poyol.
- Directeur sportif : Catherine Julien-Martin

1998-1999 :
- Entraîneur : Philippe Hervé.
- Entraîneur adjoint : Pascal Thibaud.
- Général Manager : Denis Poyol.
- Directeur sportif : Yves Duvernois.

1999-2000 :
- Entraîneur : Philippe Hervé.
- Entraîneur adjoint : François Peronnet.
- Général Manager : Denis Poyol.
- Directeur sportif : Yves Duvernois.

2000-2001 :
- Entraîneur : Philippe Hervé.
- Entraîneur adjoint : François Peronnet.
- Général Manager : Denis Poyol.
- Directeur sportif : Yves Duvernois.

2001-2002 :
- Entraîneur : Philippe Hervé.
- Entraîneur adjoint : François Peronnet.
- Général Manager : Denis Poyol.
- Directeur sportif : Yves Duvernois.

2002-2003 :
- Entraîneurs : Emmanuel Schmitt (coupé) puis Erik Lehmann (coupé) et pour finir Gregor Beugnot.
- Entraîneur-adjoint : (pour Manu Schmitt et Erik Lehmann) : Philippe Sudre, (pour Gregor Beugnot) : Bernard Sangouard.
- Général Manager : Denis Poyol.
- Directeur sportif : Yves Duvernois.

2003-2004 :
- Entraîneur : Gregor Beugnot.
- Entraîneur adjoint : Bernard Sangouard.
- Général Manager : Denis Poyol.
- Directeur sportif : Yves Duvernois.

2004-2005 :
- Entraîneur : Gregor Beugnot.
- Entraîneur adjoint : Bernard Sangouard.
- Directeur sportif : Yves Duvernois.

2005-2006 :
- Entraîneur : Gregor Beugnot.
- Entraîneur adjoint : Bernard Sangouard.
- Directeur sportif : Yves Duvernois.

2006-2007 :
- Entraineur : Gregor Beugnot.
- Entraineur adjoint : Bernard Sangouard.
- Directeur sportif : Yves Duvernois.

2007-2008 :
- Entraîneur : Gregor Beugnot.
- Assistant : Raphaël Gaume.
- Général Manager : Remy Delpon.
- Directeur sportif : Yves Duvernois.

2008-2009 :
- Entraîneur : Gregor Beugnot.
- Assistant : Raphaël Gaume.
- Général Manager : Remy Delpon.
- Directeur sportif : Yves Duvernois.

2009-2010
- Entraîneur : Gregor Beugnot.
- Assistant : Raphaël Gaume.
- Général Manager : Remy Delpon.
- Directeur sportif : Yves Duvernois.

### Organigramme
2010-2011
| Administratif | Technique et sportif |
| --- | --- |
| Président : Dominique Juillot Président de l'association : José Fernandez Président d'Élantreprises: Guy Delaporte Responsable Communication / Marketing: Véronique Juillot Relations Presse / Média: Caroline Magouthier Secrétatiat, billetterie: Valérie Goux Directeur du centre de formation : Jean-Claude Colin | Entraîneur : Gregor Beugnot Entraîneur adjoint : Raphael Gaume Manager Général : Rémy Delpon Directeur technique : Yves Duvernois Statisticien : Pascal Bourgeois Médecin: Dr Michel Deschamps Kinésithérapeute: Thierry Authier Responsable du centre de Formation : Romain Chenaud |

2011-2012
| Administratif | Technique et sportif |
| --- | --- |
| Président : Dominique Juillot Président de l'association : José Fernandez Président d'Élantreprises : Guy Delaporte Responsable Communication / Marketing : Véronique Juillot Relations Presse / Média : Caroline Magouthier Secrétariat, billetterie : Valérie Goux Directeur du centre de formation : Jean-Claude Colin | Entraîneur : Gregor Beugnot Entraîneur adjoint : Mickael Hay et Emmanuel Pinda III Manager Général : Rémy Delpon Directeur technique : Yves Duvernois Statisticien : Pascal Bourgeois Médecin : Dr Michel Deschamps Kinésithérapeute : Thierry Authier Responsable du centre de Formation : Romain Chenaud |

2012-2013
| Administratif | Technique et sportif |
| --- | --- |
| Président : Dominique Juillot Président de l'association : José Fernandez Président d'Élantreprises : Guy Delaporte Responsable Communication / Marketing : Véronique Juillot Relations Presse / Média : Caroline Magouthier Secrétariat, billetterie : Valérie Goux Directeur du centre de formation : Jean-Claude Colin | Entraîneur : Gregor Beugnot Entraîneur adjoint : Mickael Hay Entraîneur adjoint : Emmanuel Pinda III Manager Général : Rémy Delpon Directeur technique : Yves Duvernois Statisticien : Pascal Bourgeois Médecin : Dr Michel Deschamps Kinésithérapeute : Thierry Authier Responsable du centre de Formation : Romain Chenaud |

2013-2014
| Administratif | Technique et sportif |
| --- | --- |
| Président : Dominique Juillot Président de l'association : José Fernandez Président d'Élantreprises : Guy Delaporte Responsable Communication / Marketing : Véronique Juillot Relations Presse / Média : Loic Michel Secrétariat, billetterie : Valérie Goux Directeur du centre de formation : Jean-Claude Colin | Entraîneur : Jean-Denys Choulet Entraîneur adjoint : Romain Chenaud Manager Général : Rémy Delpon Directeur technique : Caroline Magouthier Statisticien : Pascal Bourgeois Médecin : Dr Michel Deschamps Kinésithérapeute : Thierry Authier Responsable du centre de Formation : Maxence Broyer |

2014-2015
| Administratif | Technique et sportif |
| --- | --- |
| Président : Dominique Juillot Président de l'association : Christine Juillot Président d'Élantreprises : Guy Delaporte Directeur administratif et financier : Rémy Delpon Responsable Communication / Marketing : Véronique Juillot Relations Presse / Média : Loic Michel Secrétariat, billetterie : Valérie Goux Directeur du centre de formation : Jean-Claude Colin | Entraîneur : Jean-Denys Choulet Entraîneur adjoint : Romain Chenaud Manager Général : Rémy Delpon Directeur technique : Caroline Magouthier Statisticien : Pascal Bourgeois Médecin : Dr Michel Deschamps Kinésithérapeute : Thierry Authier et Herbert Vient Responsable du centre de Formation : Maxence Broyer |

2015-2016
| Administratif | Technique et sportif |
| --- | --- |
| Président : Dominique Juillot Président de l'association : Christine Juillot Président d'Élantreprises : Guy Delaporte Directeur administratif et financier : Rémy Delpon Responsable Communication / Marketing : Véronique Juillot Relations Presse / Média : Loic Michel Secrétariat, billetterie : Valérie Goux Directeur du centre de formation : Jean-Claude Colin | Entraîneur : Jean-Denys Choulet Entraîneur adjoint : Romain Chenaud Manager Général : Rémy Delpon Responsable logistique : Caroline Magouthier Statisticien : Pascal Bourgeois Médecin : Dr Michel Deschamps Kinésithérapeute : Thierry Authier et Herbert Vient Responsable du centre de Formation : Maxence Broyer |

2016-2017
| Administratif | Technique et sportif |
| --- | --- |
| Président : Dominique Juillot Président de l'association : Christine Juillot Président d'Élantreprises : Guy Delaporte Directeur administratif et financier : Rémy Delpon Responsable Communication / Marketing : Véronique Juillot Relations Presse / Média : Loic Michel Secrétariat, billetterie : Valérie Goux Directeur du centre de formation : Jean-Claude Colin | Entraîneur : Jean-Denys Choulet Entraîneur adjoint : Julien Martin et Maxime Pacquaut Manager Général : Rémy Delpon Responsable logistique : Caroline Magouthier Statisticien : Pascal Bourgeois Médecin : Dr Michel Deschamps Kinésithérapeute : Thierry Authier et Herbert Vient Responsable du centre de Formation : Romain Chenaud |

2017-2018
| Administratif | Technique et sportif |
| --- | --- |
| Président : Dominique Juillot Président de l'association : Christine Juillot Président d'Élantreprises : ? Directeur administratif et financier : Rémy Delpon Responsable Communication / Marketing : Véronique Juillot Relations Presse / Média : Loic Michel Secrétariat, billetterie : Valérie Goux Directeur du centre de formation : Jean-Claude Colin | Entraîneur : Jean-Denys Choulet Entraîneur adjoint : Maxime Pacquaut Manager Général : Rémy Delpon Responsable logistique : ? Statisticien : Pascal Bourgeois Médecin : Dr Michel Deschamps Kinésithérapeute : Thierry Authier et Herbert Vient Responsable du centre de Formation : Romain Chenaud |

2018-2019
| Administratif | Technique et sportif |
| --- | --- |
| Président : Dominique Juillot Président de l'association : Christine Juillot Président d'Élantreprises : ? Directeur administratif et financier : Rémy Delpon Responsable Communication / Marketing : Véronique Juillot Relations Presse / Média : Loic Michel Secrétariat, billetterie : Valérie Goux Directeur du centre de formation : Jean-Claude Colin | Entraîneur : Jean-Denys Choulet Entraîneur adjoint : Maxime Pacquaut Manager Général : Rémy Delpon Directeur Sportif : Crawford Palmer Statisticien : Pascal Bourgeois Médecin : Dr Michel Deschamps Kinésithérapeute : Thierry Authier et Herbert Vient Responsable du centre de Formation : Romain Chenaud |

2019-2020
| Administratif | Technique et sportif |
| --- | --- |
| Président : Dominique Juillot Président de l'association : Christine Juillot Président d'Élantreprises : ? Directeur administratif et financier : Rémy Delpon Responsable Communication / Marketing : Véronique Juillot Relations Presse / Média : Anne-Clémence Guillot Secrétariat, billetterie : Valérie Goux Directeur du centre de formation : Jean-Claude Colin | Entraîneur : Philippe Hervé puis Julien Espinosa Entraîneur adjoint : Maxime Pacquaut Manager Général : Rémy Delpon Statisticien : Pascal Bourgeois Médecin : Dr Michel Deschamps Kinésithérapeute : Thierry Authier et Herbert Vient Responsable du centre de Formation : Ali Bouziane |

2020-2021
| Administratif | Technique et sportif |
| --- | --- |
| Président : Dominique Juillot Président de l'association : Christine Juillot Président d'Élantreprises : ? Directeur administratif et financier : Rémy Delpon Responsable Communication / Marketing : Véronique Juillot Relations Presse / Média : Anne-Clémence Guillot Secrétariat, billetterie : Valérie Goux Directeur du centre de formation : Jean-Claude Colin | Entraîneur : Julien Espinosa puis Ali Bouziane Entraîneur adjoint : Maxime Pacquaut Manager Général : Rémy Delpon Statisticien : Pascal Bourgeois Médecin : Dr Philippe Moiroux Kinésithérapeute : Thierry Authier et Herbert Vient Responsable du centre de Formation : Ali Bouziane |

2021-2022
| Administratif | Technique et sportif |
| --- | --- |
| Président : Vincent Bergeret Président de l'association : Christine Juillot Président d'Élantreprises : ? Directeur administratif et financier : Rémy Delpon Responsable Communication / Marketing : Véronique Juillot Relations Presse / Média : Anne-Clémence Guillot Secrétariat, billetterie : Valérie Goux Directeur du centre de formation : Jean-Claude Colin | Entraîneur : Sebastian Machowski puis Maxime Pacquaut Entraîneur adjoint : Maxime Pacquaut puis Alexis Sangouard Manager Général : Rémy Delpon Directeur Sportif : Léo De Rycke Statisticien : Pascal Bourgeois Médecin : Dr Philippe Moiroux Kinésithérapeute : Thierry Authier et Herbert Vient Responsable du centre de Formation : Ali Bouziane |